# Frymburk (okres Český Krumlov)
Frymburk (Duits: Friedberg an der Moldau) is een Tsjechische vlek (městys) dicht bij het Lipnomeer in de regio Zuid-Bohemen, en maakt deel uit van het district Český Krumlov. Frymburk telt 1402 inwoners (2023). Frymburk was tot 1945 een plaats met een overwegend Duitstalige bevolking. Na de Tweede Wereldoorlog werd de Duitstalige bevolking verdreven. Bij Frymburk behoren ook de dorpen Blatná (Platten), Kovářov (Schmiedschlag), Milná (Mühlneth), Moravice (Mörowitz), Náhlov (Nachles), Svatonina Lhota (Wadetschlag) en Vřesná (Haidberg).

## Geschiedenis
- 1270 – De eerste schriftelijke vermelding van Frymburk.
- 2007 – De gemeente Frymburk krijgt (opnieuw) de status vlek.[1]

## Bezienswaardigheden
- Sint-Bartholomeuskerk (1277). In 1530, 1735 en 1870 omgebouwd
- Marktplaats

## Personen uit Frymburk
- Georg Bachmann (1613-1652), kunstschilder
- Johann Nepomuk Maxant (1755-1838), componist
- Simon Sechter (1788-1867), componist
- Andreas von Baumgartner (1793-1865), president van de Wiener Akademie der Wissenschaften

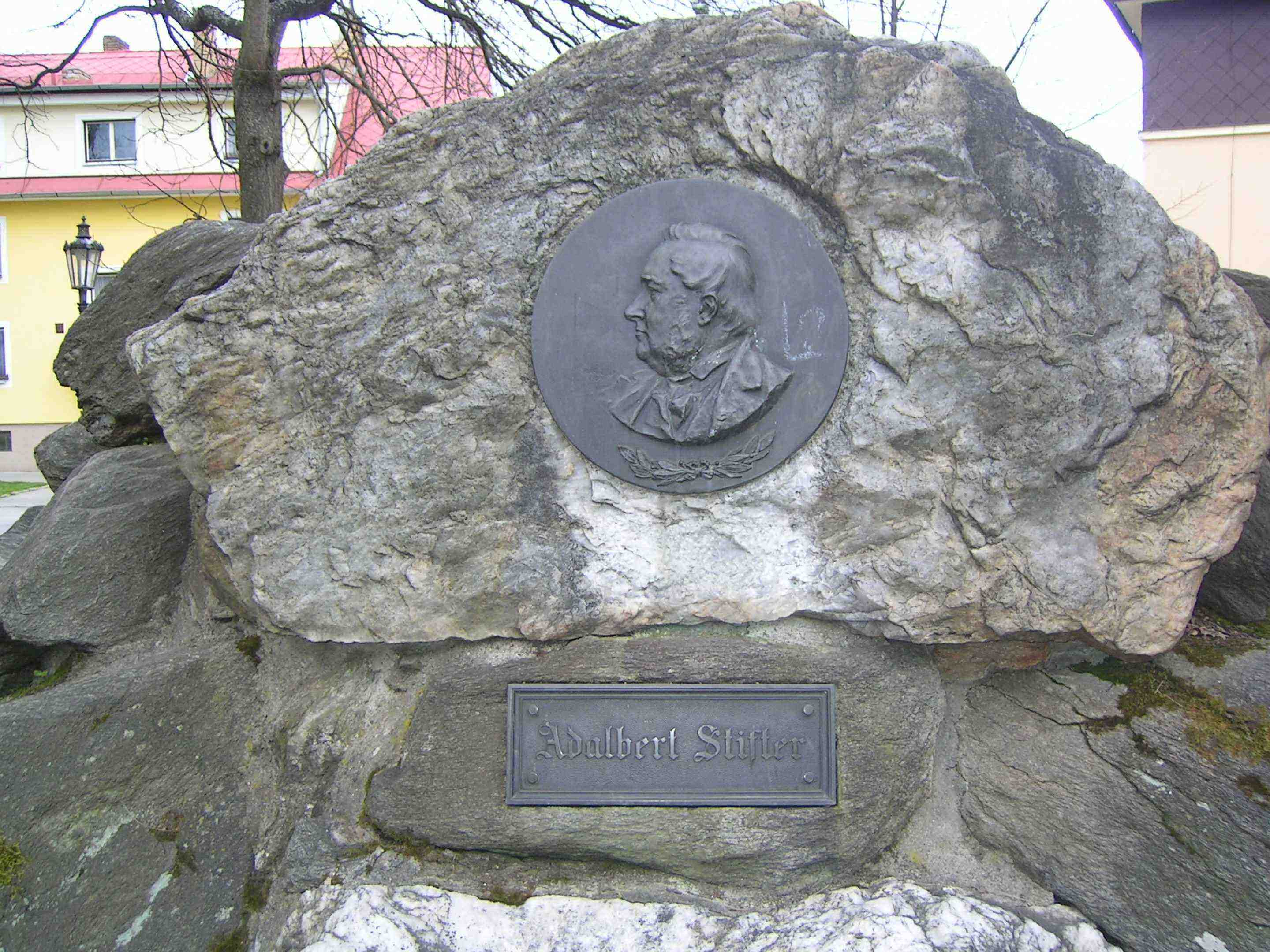
Gedenkbeeld aan Adalbert Stifter

Benešov nad Černou · Besednice · Bohdalovice · Brloh · Bujanov · Černá v Pošumaví · Český Krumlov · Dolní Dvořiště · Dolní Třebonín · Frymburk · Holubov · Horní Dvořiště · Horní Planá · Hořice na Šumavě · Chlumec · Chvalšiny · Kájov · Kaplice · Křemže · Lipno nad Vltavou · Loučovice · Malonty · Malšín · Mirkovice · Mojné · Netřebice · Nová Ves · Omlenice · Pohorská Ves · Polná na Šumavě · Přední Výtoň · Přídolí · Přísečná · Rožmberk nad Vltavou · Rožmitál na Šumavě · Soběnov · Srnín · Střítež · Světlík · Velešín · Větřní · Věžovatá Pláně · Vojenský újezd Boletice · Vyšší Brod · Zlatá Koruna · Zubčice · Zvíkov